# Dreadzone

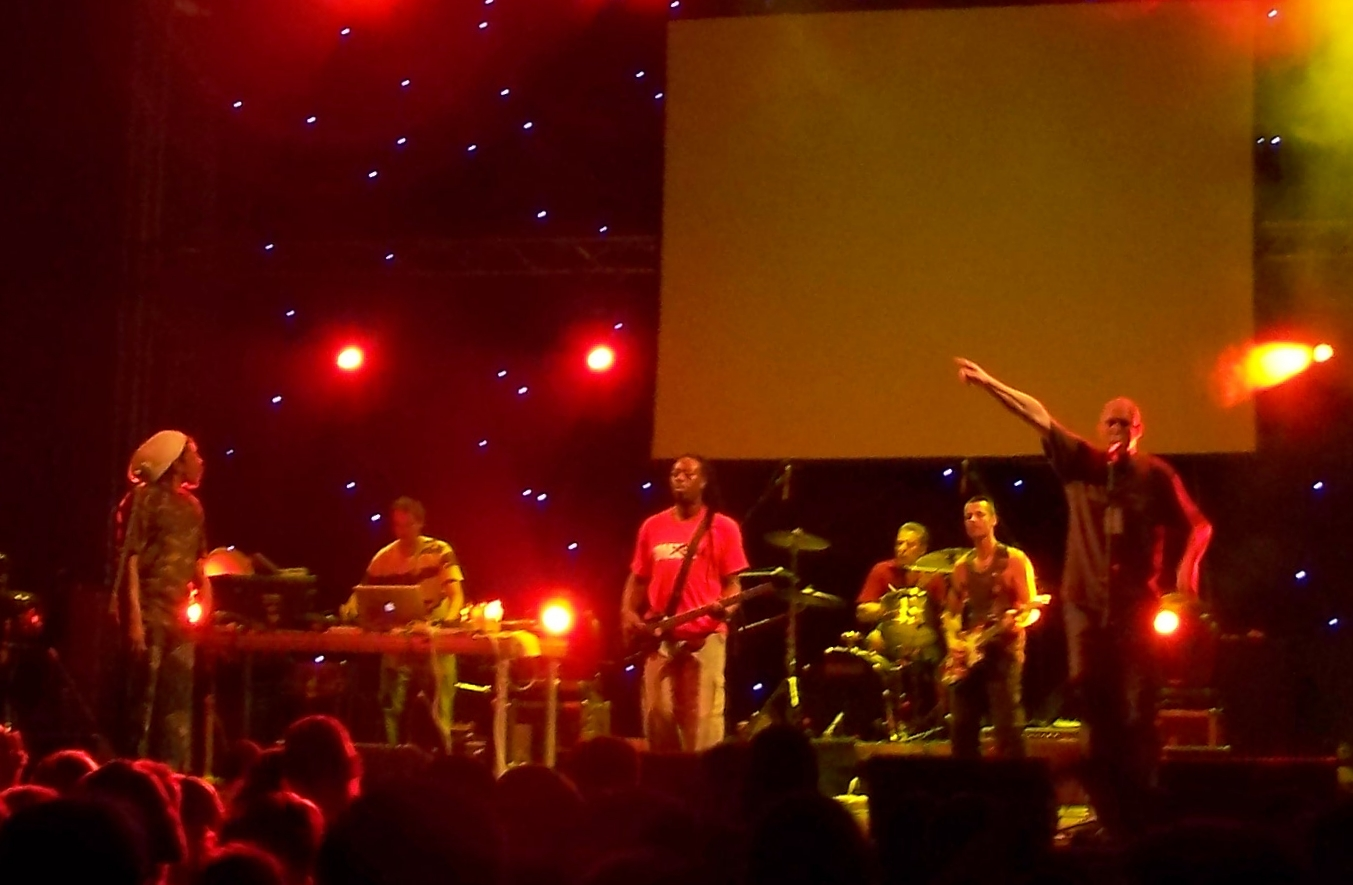
El grupo Dreadzone en un festival en Atenas el 22 de junio de 2007.

Dreadzone es un grupo inglés compuesto por Greg Roberts, Leo Williams y Tim Bran, cuya música ha desarrollado una fusión entre lo electrónico y reggae.
Son propietarios del club Dubwiser donde ponen en práctica todos sus arriesgados experimentos musicales.

## Discografía
- 1. 360 Degrees. 1993
- 2. Second Light. 1995
- 3. Biological Radio. 1997
- 4. Sound. 2001
- 5. Once upon a time. 2005

## Sencillos
- "The Warning" (EP) (1993)
- "The Good, the Bad and the Dread" (1993)
- "Dream On" / "House of Dread" (1993)
- "Fight the Power" (1994)
- "Zion Youth" (#49 UK, 1995)
- "Captain Dread" (#49 UK, 1995)
- "Maximum" (EP) (#56 UK, 1995)
- "Little Britain" (#20 UK, 1996)
- "Life Love and Unity" (#56 UK, 1996)
- "Earth Angel" (#51 UK, 1997)
- "Moving On" (#58 UK, 1997)
- "Crazy Knowledge" (2000)
- "Believing In It" (2001)
- "The Warriors" (2002)
- "Once Upon a Time (in Jamaica)" (2005)
- "King Dub Rock" (2005)
- "Elevate" (2006)
- "Iron Shirt" (2006)
- "Mashup the Dread" (2006)
- "Beyond a Rock" (2009)
- "Gangster" (2010)

## Enlaces
- Página web oficial

- Datos: Q1256129
- Multimedia: Dreadzone / Q1256129